# Поларна станица Амундсен-Скот
Поларна станица Амундсен-Скот (енгл. Amundsen–Scott South Pole Station) је америчка научно–истраживачка станица на јужном полу, тачније на географском јужном полу – најјужнијој тачки на Земљи. Станица је саграђена на висоравни Антарктика, на надморској висини од 2.835 метара. Названа је у част Роалда Амундсена, чија је норвешка експедиција стигла до географског јужног пола у децембру 1911. године, и Роберта Ф. Скота, чија је британска експедиција од пет чланова стигла до јужног пола око месец дана касније (у јануару 1912. године). Ова два истраживача тркали су се да буду први који ће стићи до јужног пола. Сви чланови Скотове експедиције умрли су при повратку ка обали, док су се сви чланови Амундсенове експедиције безбедно вратили до базне станице на обали из које су и пошли.
Прву станицу Амундсен-Скот изградила је влада Сједињених Америчких Држава током новембра 1956. године како би испунила научне циљеве Међународне геофизичке године (енгл. International Geophysical Year, IGY). Ово је био међународни покрет који је трајао од јануара 1957. до јуна 1958. године и који је за циљ имао, између осталог, да истражи геофизичке карактеристике поларних региона Земље.
Пре новембра 1956. године, на јужном полу није постојала трајна (целогодишња) грађевина за боравак људи, и људи су веома ретко посећивали унутрашњост антарктичке поларне капе. Неколико истраживачких станица које су постојале биле су лоциране на самој обали, или недалеко од ње. Станица Амундсен-Скот је настањена непрекидно од када је направљена, с тим да је она од 1956. године неколико пута расклапана (јер је била модуларне конструкције), поново састављана и проширивана.
Пошто је лоцирана тачно на географском јужном полу, станица Амундсен-Скот је једино место на Земљи, које се налази на копну, на којем Сунце не залази шест месеци у години, а затим шест месеци не излази (друго место на којем се манифестује овај феномен је географски северни пол, на леду усред Северног леденог океана). Буквално гледано, током године постоји један веома дуг „дан“ и једна веома дуга „ноћ“ који трају по шест месеци. Током шестомесечног дана, угао који Сунце заклапа са хоризонтом се константно мења. Оно излази (појављује се изнад хоризонта) на септембарску равнодневницу, достиже највишу тачку изнад хоризонта током летње краткоднвенице на јужној полулопти (око 20. децембра), и залази на мартовску равнодневницу.
Током шестомесечне „ноћи“, на јужном полу се температура спушта на екстремне вредности, понекад и испод –73 °C. У овом периоду године такође се често јављају жестоке мећаве, понекад уз ветрове олујне јачине. Пошто се у том периоду станица налази у константном мраку и нема светлосног загађења, а уз то је и веома мала влажност ваздуха, она је савршена локација за астрономска посматрања.
Број научника и особља који раде на одржавању станице Амундсен-Скот доста варира током сезоне („дана“/„ноћи“), а највише их је у летњем периоду, од октобра до фебруара, око 200. Последњих година популација у зимском периоду креће се око 50.

## Галерија
- Главни улаз у куполу некадашње станице. Купола се налазила на површини, али је ветар временом закопао наносима снега
- Станица Амундсен-Скот током лета 2007. године
- Станица ноћу. Зграда нове станице се види лево, електрана је у средини, а стара гаража десно. На небу се види аурора аустралис
- Последња секција куполе старе станице уклоњена је у јануару 2010. године
- Географски јужни пол